# Patricio Camps
Patricio Alejandro Camps (Buenos Aires, Argentina, 22 de enero de 1972) es un exfutbolista y director técnico argentino. Como futbolista se desempeñó en la posición de delantero o mediocampista con presencia de gol. Actualmente es asistente técnico de Ricardo Gareca en la seleccion chilena.

## Trayectoria como jugador
El Beto Camps debutó con Vélez Sarsfield en la Primera División de Argentina en el año 1991. Con el club de Liniers formó parte del plantel que ganó la Copa Libertadores de América de 1994. En la temporada 1994-95 tuvo un paso a préstamo por Banfield para regresar a Vélez Sarsfield en la siguiente. El delantero convirtió uno de los goles del "Fortín" en la victoria 2:0 contra Cruzeiro en la final de la Supercopa Sudamericana 1996, torneo donde además fue goleador del certamen con 4 goles. A su vez, en el Torneo Clausura 1998, Camps fue el goleador del Vélez campeón con 10 tantos.
En 2000 el delantero tuvo un corto paso por el PAOK Salónica FC de Grecia en lo que sería su única experiencia en el fútbol europeo. Durante la temporada 2002-03, luego de haber regresado brevemente a Vélez en la anterior, jugó en los Tecos de la UAG de México. Su última temporada como profesional la repartió entre Quilmes, formando parte del equipo revelación del Torneo Apertura 2003, y Olimpia de Paraguay con el cual jugó la Copa Libertadores de América.
Patricio Camps se retiró siendo el 5° goleador histórico de Vélez Sarsfield con 89 goles (70 conquistas en torneos locales y máximo artillero en torneos internacionales con otros 19 tantos)

### Selección nacional
Camps jugó dos partidos con la Selección de fútbol de Argentina sin convertir goles.

## Clubes

### Como jugador
| Club            | País      | Año       |
| --------------- | --------- | --------- |
| Vélez Sarsfield | Argentina | 1991-1994 |
| Banfield        | Argentina | 1994-1995 |
| Vélez Sarsfield | Argentina | 1995-2000 |
| PAOK Salónica   | Grecia    | 2000-2001 |
| Vélez Sarsfield | Argentina | 2001-2002 |
| Tecos           | México    | 2002-2003 |
| Quilmes         | Argentina | 2003      |
| Olimpia         | Paraguay  | 2004      |

### Como asistente técnico
| Club             | País      | Año       | Asistente de  |
| ---------------- | --------- | --------- | ------------- |
| Selección Mayor  | Argentina | 2006      | José Pékerman |
| Deportivo Toluca | México    | 2007-2008 | José Pékerman |
| Tigres UANL      | México    | 2009      | José Pékerman |
| Selección Mayor  | Colombia  | 2012-2018 | José Pékerman |
| Selección Mayor  | Venezuela | 2021-2023 | José Pékerman |

### Como director técnico
| Club     | País     | Año  |
| -------- | -------- | ---- |
| Santa Fe | Colombia | 2019 |

## Palmarés

### Campeonatos nacionales
| Título           | Club            | País      | Año    |
| ---------------- | --------------- | --------- | ------ |
| Primera División | Vélez Sarsfield | Argentina | C-1993 |
| Primera División | Vélez Sarsfield | Argentina | A-1995 |
| Primera División | Vélez Sarsfield | Argentina | C-1996 |
| Primera División | Vélez Sarsfield | Argentina | C-1998 |

### Copas internacionales
| Título                 | Club            | Sede         | Año  |
| ---------------------- | --------------- | ------------ | ---- |
| Copa Libertadores      | Vélez Sarsfield | São Paulo    | 1994 |
| Copa Interamericana    | Vélez Sarsfield | Buenos Aires | 1996 |
| Supercopa Sudamericana | Vélez Sarsfield | Buenos Aires | 1996 |
| Recopa Sudamericana    | Vélez Sarsfield | Kōbe         | 1997 |